# مائوریتسیو لیورانی
مائوریتسیو لیوِرانی (ایتالیایی: Maurizio Liverani؛ ‏ ۲۷ نوامبر ۱۹۲۸ – ۱۰ فوریهٔ ۲۰۲۱) روزنامه‌نگار، کارگردان فیلم و فیلم‌نامه‌نویس اهل ایتالیا بود.
از فیلم‌هایی که وی در آن‌ها نقش داشته‌است، می‌توان به شیار هلو اشاره نمود.